# Thomas Whitcombe
Thomas Whitcombe (né le 19 mai 1763 et mort en 1824 ou 1825) était un peintre maritime anglais.

## Biographie
Thomas Whitcombe est né à Londres entre 1752 et le 19 mai 1763, date fréquemment cité. On ne sait que très peu de ses origines et de sa formation. Seul ses œuvres peuvent fournirent quelques informations sur sa vie.
On sait qu'il a beaucoup voyagé, notamment en Angleterre et a également vécu à Londres entre 1783 et 1824, date supposée de sa mort. Il a peint de nombreuses vues de Plymouth et de Bristol.
Il est avec Nicholas Pocock l'un des principaux peintres maritime anglais.
La plupart de ses peintures sont exposées au National Maritime Museum, Greenwich.

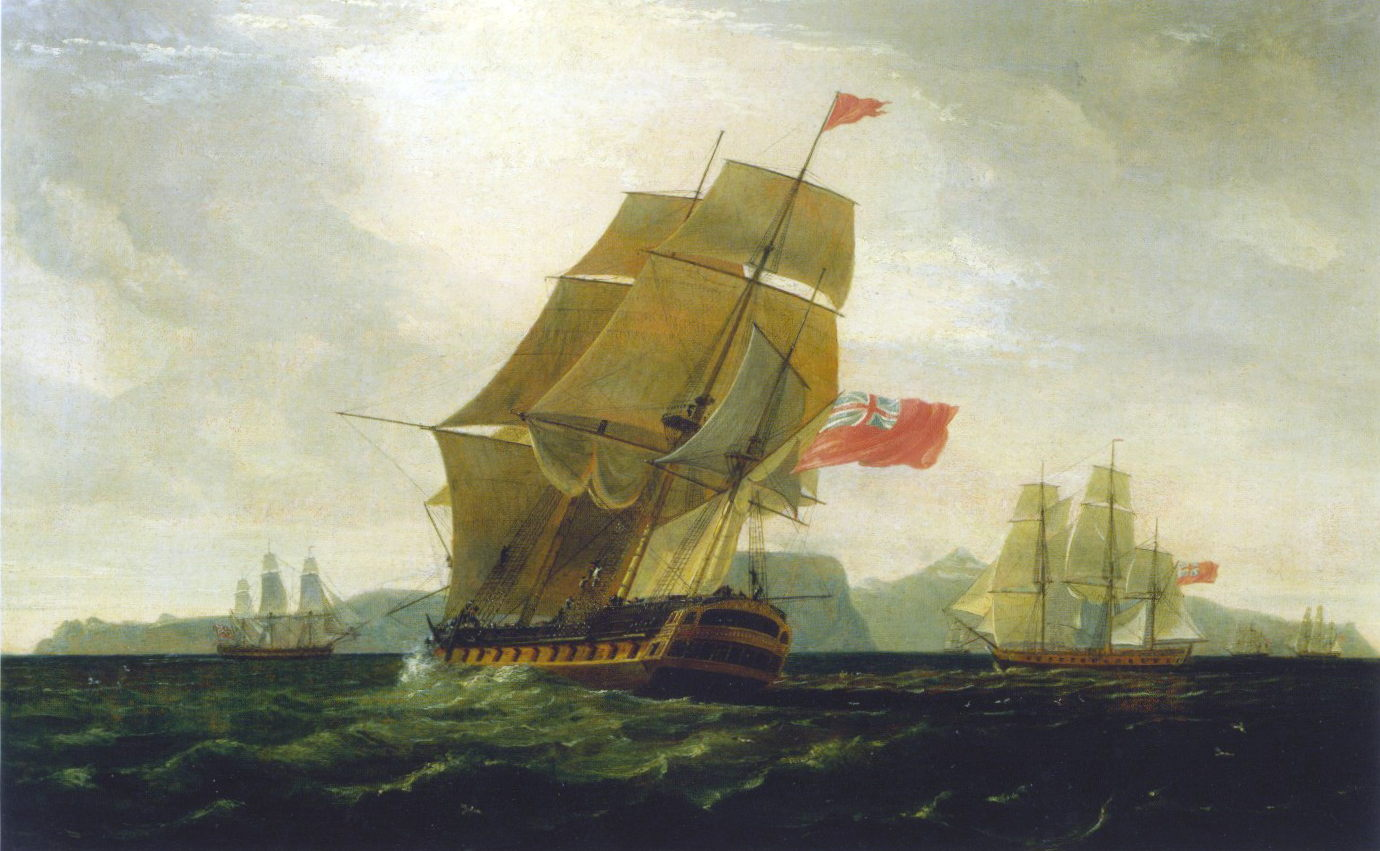
Navire de ligne britannique (HMS Diadem, franchissant le cap de Bonne-Espérance).
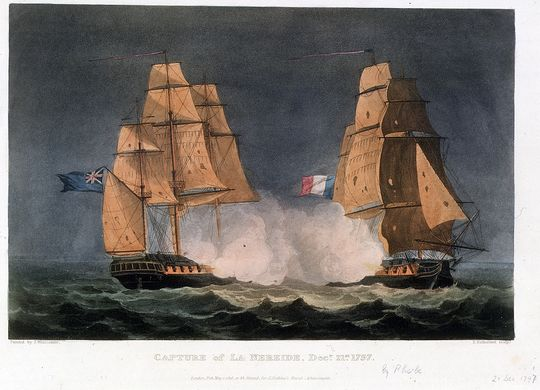
Capture de la Néréide.
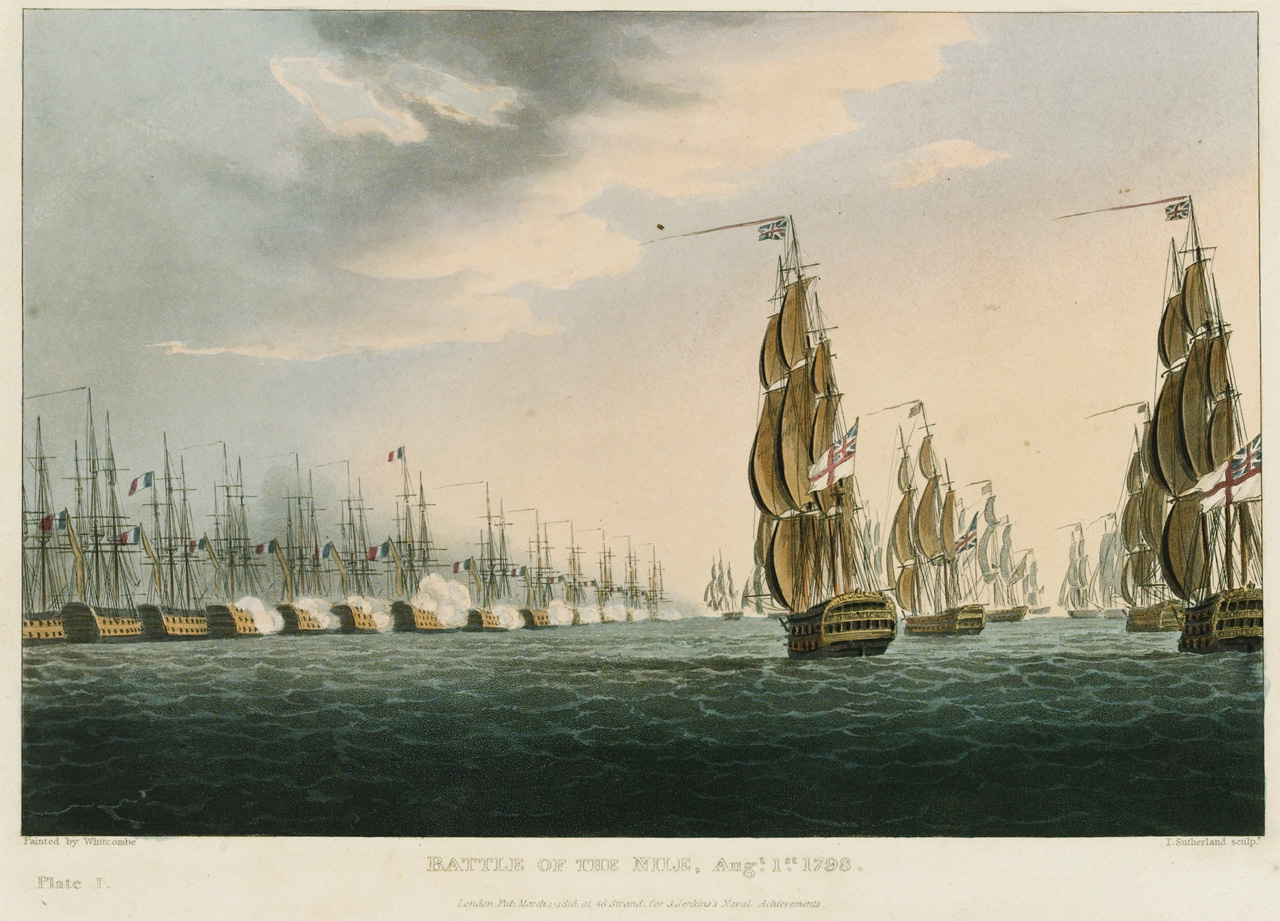
Bataille d'Aboukir
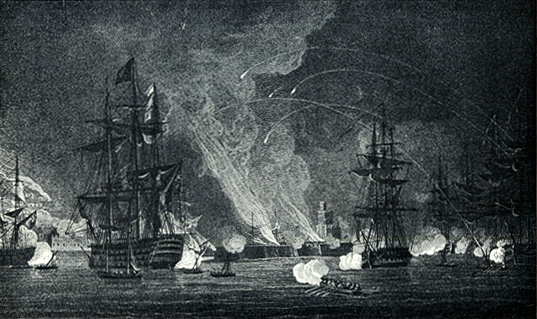
Bombardement d'Alger.